# Bruno Tosi
Bruno Tosi (* 24. Mai 1937 in Venedig; † 13. September 2012 ebenda) war ein italienischer Journalist und Musikkritiker.

## Leben und Werk
Bruno Tosi arbeitete viele Jahre als Reporter und Musikkritiker für die Nachrichtenagentur Ansa. Er war Gründer der Associazione Maria Callas, die ein Maria-Callas-Museum einrichtete und Ausstellungen zu der bedeutenden Sopranistin auf der ganzen Welt organisierte. Zusammen mit dem Violinisten Uto Ughi rief Tosi 1979 den Musikpreis Una vita nella musica ins Leben, dank dessen Venedig die Ehre erhielt, als Gastgeber für große Künstler wie Daniel Barenboim, Leonard Bernstein, Artur Rubinstein, Mstislaw Rostropowitsch oder Andrés Segovia zu dienen. Er engagierte sich ebenfalls intensiv für den Karneval in Venedig. 1999 belebte er hier den Brauch um den Schönheitswettbewerb Festa delle Marie neu.
Bruno Tosi wirkte über viele Jahre als Agent von bedeutenden Opernsängern wie Luciano Pavarotti, Mario Del Monaco, Mirella Freni und Rajna Kabaiwanska. Giorgio Orsoni, der Bürgermeister Venedigs, qualifizierte in seinem Nachruf Bruno Tosi als den Motor unzähliger kultureller Initiativen in Venedig. Seine tiefe Verbindung mit der Musik komme im Titel des von ihm mitbegründeten Wettbewerbs Una Vita nella Musica – Artur Rubinstein existentiell zum Ausdruck. Bruno Tosi war einige Zeit krank. Er starb am 13. September 2012 im Ospedale Civile di Venezia. Den 2012 im 33. Jahr vergebenen Musikpreis erhielt kurz darauf der Pianist Aldo Ciccolini.